# Хранитель душ
«Хранитель душ» (англ. Soulkeeper) — американский комедийный фильм ужасов с элементами фантастики 2001 года режиссёра Дэрина Ферриолы. Фильм был создан для телевидения. Премьера фильма состоялась 13 октября 2001 года.

## Сюжет
Двое приятелей воров Кори и Теренс пытаются украсть шляпу Линкольна, однако это им не удаётся из-за того, что один из них загляделся на женскую грудь. В итоге им приходится бежать, к тому же их наниматель отказывается с ними сотрудничать в ближайшее время. Вскоре к ним поступает предложение от странного человека, которое заключается в том, что им необходимо украсть амулет у существа вернувшегося из ада, иначе он организует вторжение проклятых душ из ада в реальный мир.

## В ролях
| Актёр              | Роль               |
| ------------------ | ------------------ |
| Родни Роулэнд      | Кори               |
| Кевин Патрик Уоллс | Терренс            |
| Роберт Дави        | Мэллион            |
| Томми Листер       | Чед                |
| Брэд Дуриф         | Паскаль            |
| Карен Блэк         | Великолепная Марта |